# Dvorištvance
Dvorištvance (naziv Društvance za dvorištance je takođe u upotrebi) je američka–kanadsko dečija animirana serija iz 2004. stvorena od strane Dženis Burges.

## Radnja
Maleno društvance od pet životinjica kroz igru i pesmu zamišljaju da je njihovo dvorište mesto dešavanja raznih avantura.

## Emitovanje i sinhronizacija
U Srbiji, Crnoj Gori, Bosni i Hercegovini i Makedoniji serija je premijerno prikazana 2010. na TV Ultra na srpskom jeziku, a sinhronizaciju je radio studio Laudvorks. Ova sinhronizacija se od 2018. godine emituje na RTS 2. Sinhronizovano je u potpunosti prve dve sezone i prvih dvanaest epizoda treće. Iste epizode 2014. emitovane su na TV Mini. Kasnije, 2015, ostale epizode sezone 3 i četvrta sezona su sinhronizovane od strane studija Blue House na srpski jezik i emitovane na TV Mini u istim državama. Ova sinhronizacija se od 2018. emituje i na kanalu Pink Super Kids.

## Likovi i uloge
| Ime lika | Glas |
| -------- | ---- |
| Čudance  |      |
| Kljuca   |      |
| Telibor  |      |
| Nilka    |      |
| Skoča    |      |

## Spisak epizoda
Serija obuhvata četiri sezona i ukupno 80 epizoda. Sve sezone imaju isti broj epizoda - dvadeset.

## Spoljašnje veze
- Dvorištvance na sajtu  (jezik: engleski)
- Dvorištvance na sajtu PORT.rs (jezik: srpski)